# Chaetocanthus insuetus
Chaetocanthus insuetus is een keversoort uit de familie Ochodaeidae. De wetenschappelijke naam van de soort is voor het eerst geldig gepubliceerd in 1901 door Péringuey.